# Pont de la Caille
El pont de la Caille (en és el nom que rep cadascun dels dos ponts francesos, el primer denominat pont de Carlos Alberto (Pont Charles-Albert) i el segon denominat pont de Caquot (Pont Caquot), que suporta actualment la circulació, alliberant així al primer pont del trànsit automobilístic i reservant-lo per a vianants i ciclistes. El primer pont ha estat declarat Monument Històric de França.
Tots dos ponts estan situats a l'Alta Savoia, a la carretera que uneix Cruseilles i Allonzier-la-Caille, amb una alçada de 147 metres sobre el riu Les Usses.

## Pont de Carles Albert
Dissenyat per travessar el riu Usses, està catalogat com a monument històric des del 6 de maig de 1966. Es tracta d'un pont penjant dissenyat per l' Enginyer de Camins, Canals i Ports francès Émile Fulrand Belin, que va ser inaugurat l'11 de juliol de 1839. Està suspès per dos grups de dotze cables recolzats sobre quatre torres, comptant amb un tauler de fusta.
Va ser construït en honor al duc de Savoia, Carlos Alberto de Sardenya. Té una longitud de 194 metres i una alçada de 194 metres sobre el riu Les Usses.
El primer accident d'automòbil en aquest pont va tenir lloc l'Abril de 1907 davant del Cafè Duret a la sortida de l'obra ; implicava un cotxe de Ginebra i una junta de bous, es vahaver de lamentar una ferida greu.

## Pont de Caquot

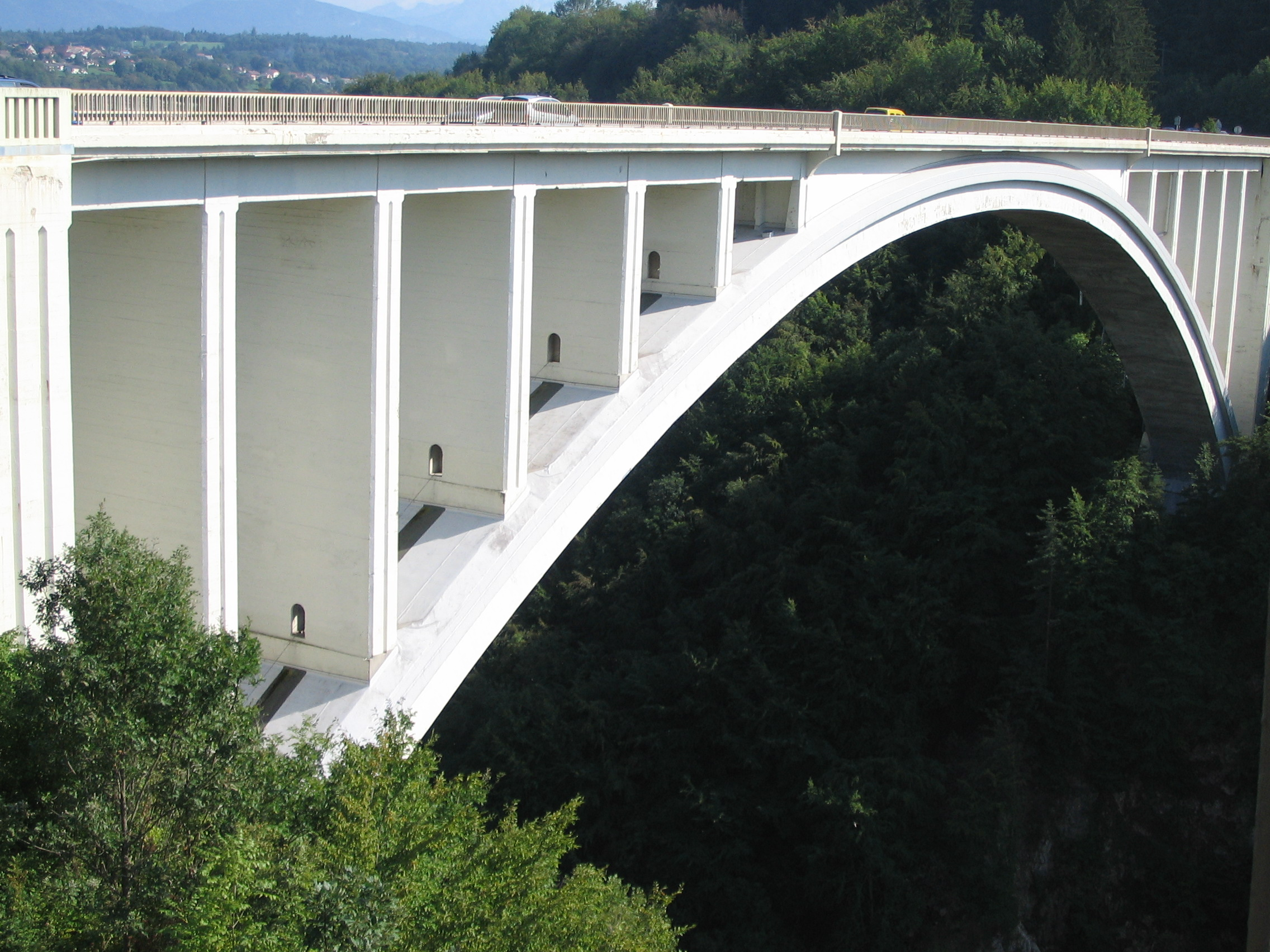
Pont nou.

El 1929 s'inaugura un segon pont, el de Caquot, per tal d'alliberar el pont original del trànsit rodat, deixant-lo per a trànsit de vianants i de bicicletes. Fou finançat pel departament, nou propietari del pont des de l'any 2006, el pressupost de les obres és de 5 milions d'euros,
Aquest segon pont és un en arc de formigó en massa anomenat Pont Neuf, va ser construït entre 1924 i 1928 sota la direcció de l'enginyer Albert Caquot. La seva coberta està sostinguda per un arc de formigó no armat, era aleshores una de les voltes més grans del món. S'havia previst inicialment per acollir una línia de ferrocarril entre Annecy i Saint-Julien-en-Genevois, però el projecte va ser abandonat i els treballs van ser oberts al trànsit rodat.

## Turisme
Espectacular pel que fa a l'arquitectura i el paisatge, el Pont de la Caille es beneficia, malgrat les poques urbanitzacions realitzades, d'una important reputació regional i d'una important assistència espontània en totes les estacions i especialment en el període estival.
La recent construcció de l'autopista A41 li dona accés al 1 % del fons de desenvolupament paisatgístic que permet subvencionar actuacions relacionades amb el desenvolupament dels territoris situats a prop de la nova infraestructura. Entre les actuacions previstes: enllumenat, creació d'espais verds i vies per a vianants i senderisme, obertura d'activitats comercials (snack-bar i botiga de productes de proximitat).